# Садовническая улица
Садо́вническая у́лица — улица в районе Замоскворечье города Москвы. Проходит между улицей Балчуг и Нижней Краснохолмской улицей (Садовое кольцо) по средней линией острова между рекой Москвой и Водоотводным каналом. Соединяется с набережными реки Москвы — 1-м Раушским, 2-м Раушским и Комиссариатским переулками, c набережными Водоотводного канала — Комиссариатским и Садовническим переулками.

## Название
Получила название по имени Нижней Садовнической слободы (Нижние Садовники), располагавшейся к востоку от Балчуга. Садовнические слободы возникли после учреждения Иваном III плодового государева сада на современной Болотной площади в 1495 году (упразднён после пожара 1701 года).
С 2 июня 1939 года по 13 мая 1993 года носила название улица Осипе́нко в честь лётчицы, Героя Советского Союза Полины Денисовны Осипенко.

## История
В XV—XVI веках главная улица Садовников проходила по берегу реки Москвы; на Годуновском плане Москвы показаны три храма (Георгия в Ендове, Косьмы и Дамиана и Николы в Пупышах). Садовническая улица впервые появляется на плане Мейерберга (1661); она оканчивалась у Зверева (Садовнического) переулка, а всего в Нижних Садовниках к 1679 году было 403 двора. Старейшее здание Садовников — каменные палаты на задворках Кригскомиссариата (№ 55/26 стр. 2) — датируется именно концом XVII века.
Спустя полвека дворы укрупнились почти вдвое, а их число уменьшилось до 228 (из них 126 занимало мелкое купечество). Бо́льшая часть Нижних Садовников была отрезана от Балчуга поперечной протокой, соединявшей старицу с основным руслом реки Москвы, через неё был переброшен деревянный Модельный, или Новодельный, мост. Эта протока существовала до 1872 года.
В 1780-е годы на месте старицы реки Москвы был устроен Водоотводный канал. Генплан 1775 года, приписываемый Никола Леграну, предполагал устройство в восточной части Садовников речного порта и укрепленного продовольственного склада. Для этого планировали расширить нижнее течение Водоотводного канала до ширины реки Москвы, и, не доходя до Земляного вала, соединить канал с рекой широкой протокой — гаванью зернового порта. Этот проект не был реализован полностью — укреплённый за́мок (Новый Кригскомиссариат) был выстроен Леграном ближе к центру города, а речной порт так и не был построен. Впоследствии, военное ведомство приобрело земли по обе стороны Садовнической, которые по сей день заняты учреждениями МВО.
В течение XIX века Садовники оставались преимущественно одноэтажными, деревянными; двухэтажные усадьбы были редкостью. В последней четверти XIX века Замоскворечье индустриализуется. В 1886 году в квартале между улицей и Раушской набережной построена электростанция (МОГЭС-1), впоследствии неоднократно расширенная. Весь квартал между Садовническим переулком и Садовым кольцом был занят Краснохолмским камвольным комбинатом; рядом были построены 5-этажные доходные дома (№ 61, 78, 80). В 1883 году был выстроен первый Большой Устьинский мост, соединенный с Садовнической улицей Толкучим проездом (по расположившемуся здесь толкучему рынку).
В 1930-х годах были выстроены заново московские мосты — Большой Москворецкий, Большой Устьинский, Большой Краснохолмский. В начале 30-х годов по обе стороны Устинского моста были выстроены два крупных дома в стиле, близком к конструктивизму — Кожевенный институт (№ 33) и жилой дом (№ 31, снесён в 1990-х годах, на его месте находится пустырь). При строительстве Большого Краснохолмского моста дом № 77, оказавшийся на новой трассе Садового кольца, был передвинут на нынешнее место по технологии Эммануила Генделя (в 1967 году угловые секции этого дома были уничтожены взрывом бытового газа).

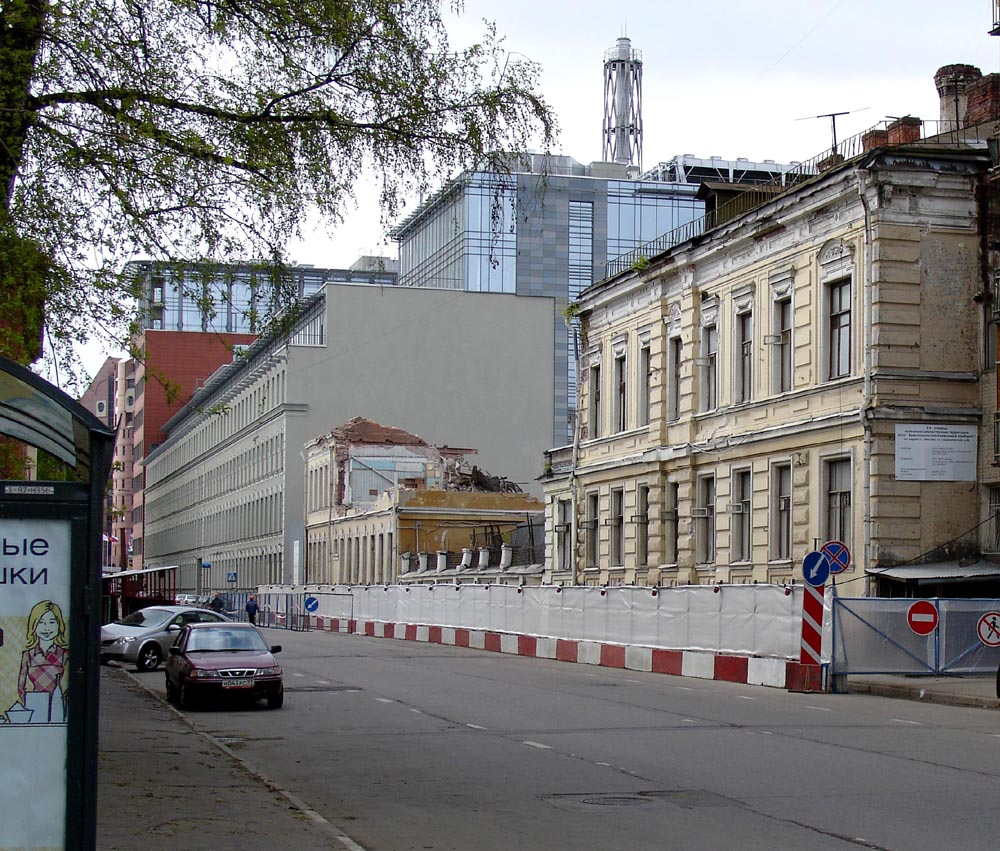
Снос дома № 82, май 2007.

В 1939 году улица была переименована в честь лётчицы Полины Осипенко, погибшей при исполнении служебных обязанностей. Тогда же была снесены храмы Косьмы и Дамиана и Николы в Пупышах, и начата застройка «парадного фасада» Космодамианской набережной, завершённая уже после войны, в результате которой был ликвидирован Пупышев переулок, соединявший улицу с упомянутой набережной.
Вплоть до середины 1990-х годов улица в целом сохраняла дореволюционный характер застройки. В 1990-х годах началась её «реконструкция»; в результате к западу от Устьинских мостов улица стала практически нежилой — там сохранилось всего два жилых дома. В восточной части завершается перестройка бывшего камвольного комбината под офисы (в июне 2007 года было снесено последнее здание комбината); квартал одноэтажных военных складов напротив (№ 71, 73) был снесён в 2005 году и заменён псевдоисторическими трехэтажными домами. Одноэтажные строения (№ 71, стр. 1, 2) реконструированы с надстройкой второго и третьего этажей с чердаком, с сохранением исторической архитектуры фасадов первого этажа под банковское учреждение с подземной автостоянкой. С 2003 года пустует и разрушается выселенный квартал (№ 80).

## Примечательные здания и сооружения

### По нечётной стороне
- № 3 — офисное здание (1995—1997, Моспроект-2, архитекторы М. Посохин, А. Ерохин, А. Титов)[3].
- № 5/4,  ЦГФО — доходный дом (начало XX века, 1990-е)[4]
- № 7,  ЦГФО — производственный корпус ГЭС-1 с пилонами ворот (1920-е — 1930-е)[4].
- № 9, стр. 1—3,  ЦГФО — доходный дом Е. В. Привалова с хозяйственной пристройкой (1903, 1908—1909, архитектор — Э.-Р. Нирнзее[1]; реконструкция подвалов — 1907, архитектор Н. Д. Струков). В основе строения 1 лежал дом первой половины XIX века. Строение 2 примечательно башенкой, напоминающей о рыцарских замках. В строении 3 в начале XX века в доме располагался Суриковский литературно-музыкальный кружок (работал здесь до 1933 года) и редакция журнала «Млечный путь» (в квартире № 56 в 1914—1916 годах). С журналом сотрудничали Сергей Есенин, Игорь Северянин, Алексей Новиков-Прибой, Виктор Барт, Степан Эрьзя[4][5].

В октябре 2013 года начался незаконный снос дома застройщиком, который намеревался построить на его месте жилищный комплекс «Новый Балчуг»; снос был приостановлен властями.
Согласно инвестиционному контракту, заключенному городскими властями с ООО «Великан — XXI век» (принадлежит «ЛСР-Групп», руководитель которой — бывший вице-губернатор Санкт-Петербурга А. И. Вахмистров), предполагался снос до фасадной стены строения 1 и полный снос строений 2 и 3 ради освобождения места под строительство многофункционального комплекса с подземной автостоянкой.
В январе 2015 года группа российских писателей выступила против планирующегося застройщиком сноса двух зданий комплекса, опубликовав открытое письмо президенту РФ Путину. 16 января девелопер созвал пресс-конференцию, одновременно с проведением которой начал снос одного из строений. По состоянию на 2021 год, дома Привалова снесены.
- № 11, стр. 2,  ЦГФО — главный дом городской усадьбы Яковлевых[4].
- № 11, стр. 12,  ЦГФО — производственный корпус ГЭС со складскими помещениями — административное здание (1897, архитектор — И. Благовещенский; 1904, 1950-е)[4].
- № 19 к. 1 — особняк купца Ф. М. Наживина (1874, архитектор — М. К. Геппенер).
- № 21/22 стр. 2 — жилой дом, здание XVIII—XIX веков[4].
- № 25/5,  ЦГФО — жилой дом для служащих МОГЭСа (1926—1928, 1932, 1950-е)[4].
- № 27, стр. 1,  ЦГФО — жилой дом для служащих МОГЭСа (1950-е)[4].
- № 27, стр. 8, 9 — доходный дом и служебный корпус (сарай) П. И. Борисова (1877, 1980-е)[4].
- № 33, стр. 1,  памятник архитектуры (вновь выявленный объект) — здание Политехнического института кожевенной промышленности (1932, архитектор — Б. В. Ефимович)[4]. Здание занимает Московский государственный университет дизайна и технологии.
- № 35-37 — учебно-административный корпус Московского Государственного института лёгкой промышленности с корпусом столовой (1977, 1983). Здание занимает Московский государственный университет дизайна и технологий[4].
- № 39А — гостиница, 1990-е годы. В основе здания — доходный дом И. И. Бутина (1901, архитектор — А. А. Бирюков)[4].
- № 39, стр. 1 — доходный дом (1901, архитектор — А. А. Бирюков)[4].

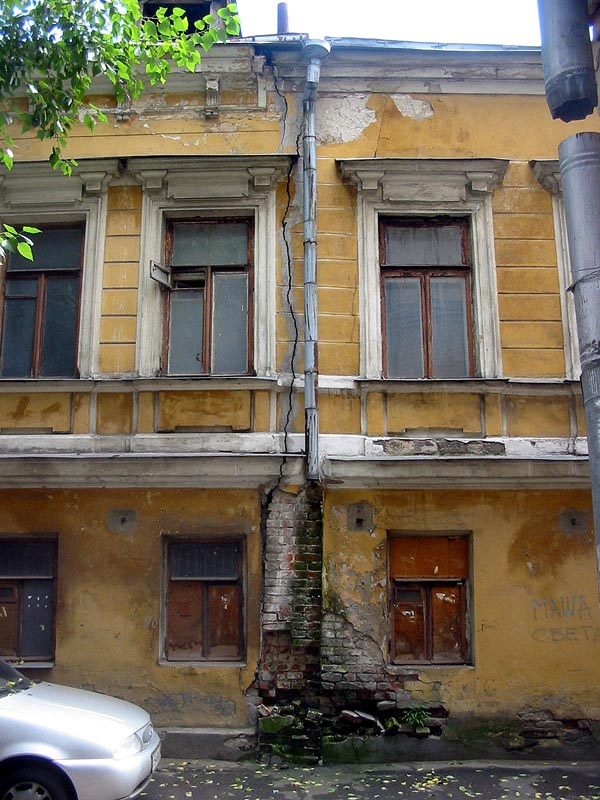
№ 41, усадьба Иконниковых-Аваевых — особняк купца Крымова (конец XIX века, архитекторы — Михаил Бугровский и Иван Поздеев).

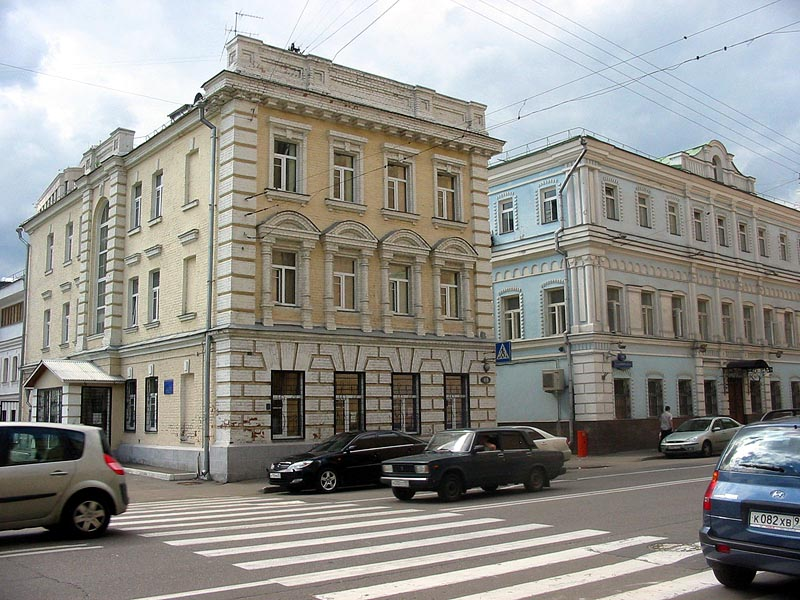
Дом N 48 — музыкальная школа имени Гершвина

- № 41  памятник архитектуры (региональный) — городская купеческая усадьба Иконниковых — Н. П. Аваева. С 1880 года — особняк купца 2-й гильдии А. А. Крымова (конец XIX века, архитекторы — М. Ф. Бугровский и И. И. Поздеев[10]. Находится в аварийном состоянии. Служебный флигель с лавками и сараем с погребами (строение 2), несмотря на охранный статус, был снесён в октябре 2012 года[11], внесён d Чёрную книгу Архнадзора. Главный дом (строение 1) внесён в Красную книгу Архнадзора (электронный каталог объектов недвижимого культурного наследия Москвы, находящихся под угрозой)[12]/
- № 43 — жилой дом, здание XVIII—XIX веков постройки. Ранее выходил фасадом на Космодамианскую набережную, при строительстве «красного дома» на набережной был передвинут вглубь квартала по технологии Эммануила Генделя.
- № 45 — пожарное депо городской пожарной команды № 1 Управления пожарной охраны Москвы (1939, архитектор Ванштейн (Отдел проектирования при Моссовете, мастерская № 6); 1980-е)[4].
- № 47—49 — жилой дом Министерства энергетики и электрификации СССР (1975, архитекторы — М. А. Зильберт и инженер Г. Х. Столбов (проект 1968 года), М. В. Староверова и инженер А. Г. Серова (проект 1969 года)[4].
- № 51, стр. 1,  ЦГФО — жилой дом с магазинами Военно-Строительного отдела Московского военного округа (1937—1939, архитекторы В. В. Яновский и С. И. Байков — Отдел проектирования Моссовета)[4]. Построен на месте снесённой в 1932 году церкви святых Косьмы и Дамиана в Нижних Садовниках. В доме жил публицист С. Л. Соловейчик[13].
- № 51, стр. 2,  ЦГФО — дом причта церкви святых Косьмы и Дамиана в Нижних Садовниках (1890-е, архитектор — В. Г. Сретенский)[4].

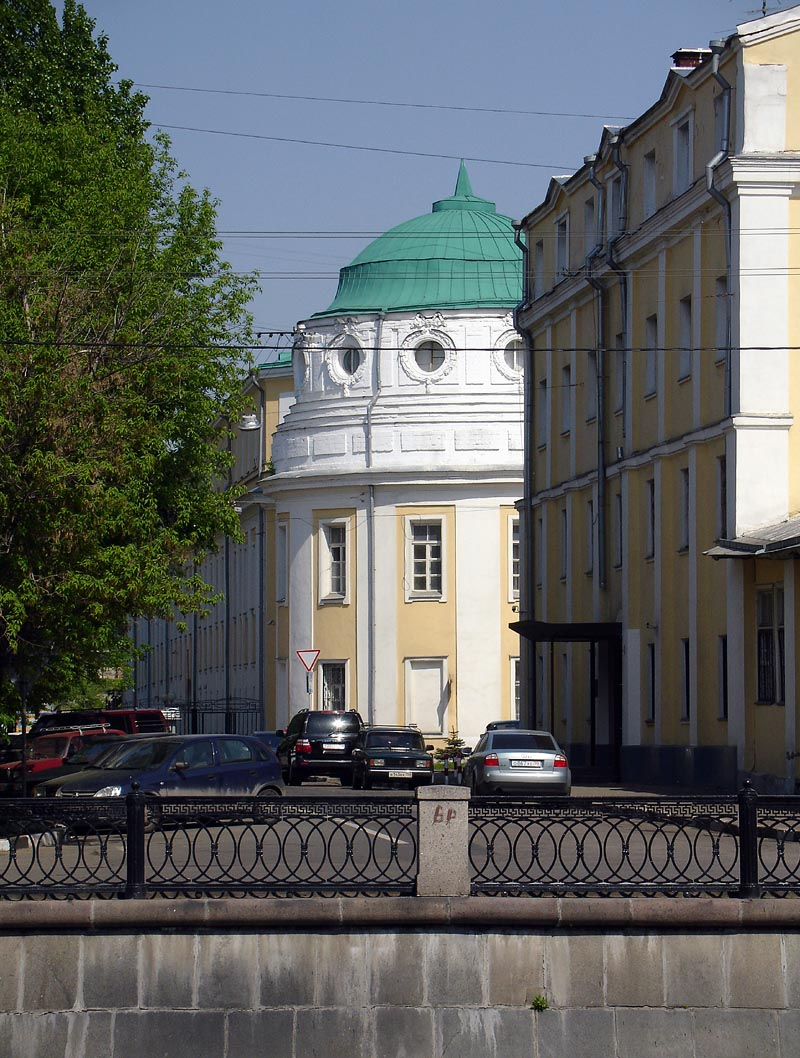
№ 53, Новый Кригскомиссариат (1778—1780, архитектор — Никола Легран).

- № 53 — здание Кригскомиссариата (1778—1780, архитектор — Н. Легран).
- № 55/26 стр. 2 — палаты XVII века (находятся внутри квартала, доступ со стороны Космодамианской набережной).
- № 55/26 стр. 3,  ЦГФО — доходный дом (1898, архитектор — И. А. Гевенов, 1980-е)[4].
- № 55/26 стр. 7 — особняк (1915, архитекторы — В. Д. Адамович и В. М. Маят).
- № 57 — корпуса Товарищества водочного завода, складов вина, спирта и русских и иностранных виноградных вин П. А. Смирнова.
  - № 57, стр. 1 и 4,  памятник архитектуры (вновь выявленный объект) — склады (1888—1889, архитектор — Н. А. Воскресенский), выявленный объект культурного наследия[4].
  - № 57, стр. 2 — складской корпус (1865, 1930-е).
  - № 57, стр. 3 — хозяйственный корпус и котельная (1915, архитектор — П. П. Антонов; 1970-е)[4].
  - № 57, стр. 5 — хозяйственный корпус (начало XIX века; 1884—1889, архитектор — военный инженер Н. А. Гейнц; 1920—1930-е)[4].
  - № 57, стр. 6 — производственный корпус (1817; 1880-е, архитектор — Николай Финисов; 1894, архитектор — военный инженер Н. А. Гейнц; 1980)[4].
- № 57А, стр. 1 — школьное здание (1936, архитектор — К. И. Джус-Даниленко; 1973)[4].
- № 59—61 — Старый Кригскомиссариат (ворота, ограда, кордегардия).
  - № 59, стр. 2,  памятник архитектуры (федеральный) — южный склад Старого военного двора[4]; внесён в Красную книгу Архнадзора (электронный каталог объектов недвижимого культурного наследия Москвы, находящихся под угрозой).[14]
- № 61,  памятник архитектуры (вновь выявленный объект) — доходное владение А. М. Бабушкина[4]. № 61, доходный дом А. М. Бабушкина (1910, архитектор — Д. Г. Топазов).

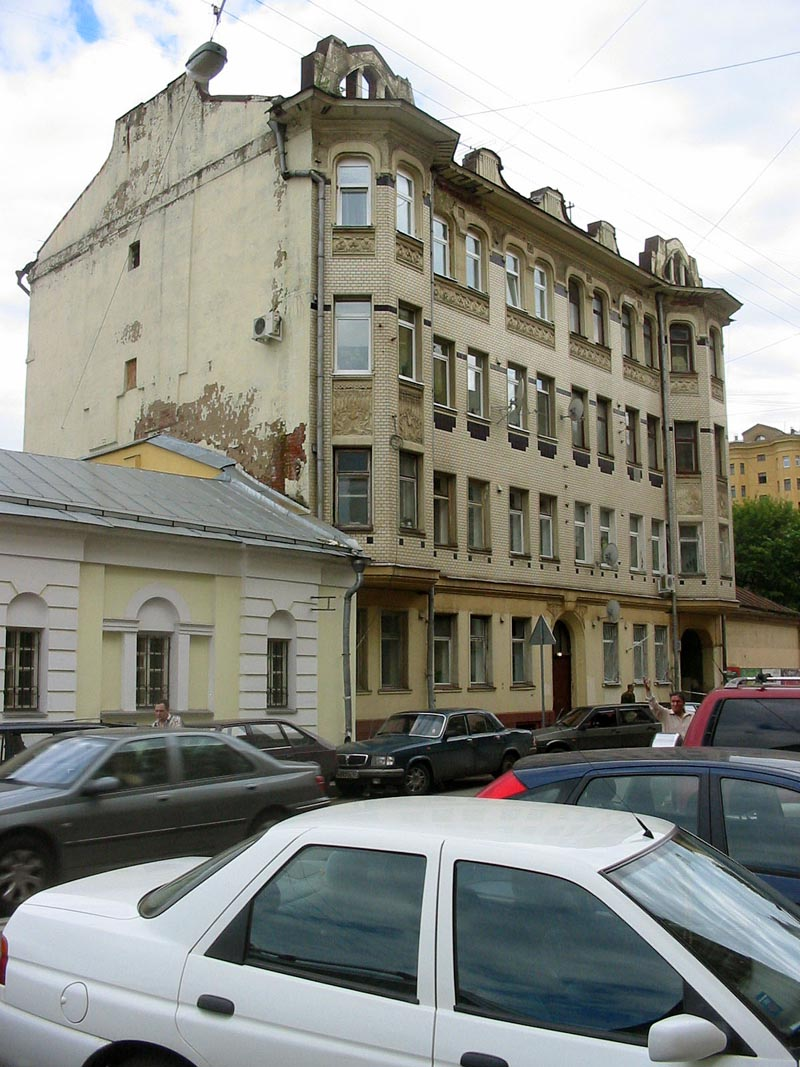
№ 61, доходный дом А. М. Бабушкина (1910, архитектор — Д. Г. Топазов).

  - № 61, стр. 1 — доходный дом А. М. Бабушкина (1910, архитектор — Д. Г. Топазов)[4].
  - № 61, стр. 2 — Доходный дом с прачечной (1910—1911, архитектор — Д. Г. Топазов)[4].
  - № 61, стр. 3 — доходный дом (1902, архитектор — П. В. Харко)[4].
- № 63, стр. 6 — флигель (1844, 1890, 1960—1970-е)[4].
- № 63, стр. 7 — производственный корпус (1904, архитектор — П. П. Розанов; 1990-е)[4].
- № 67 стр. 1,  ЦГФО — Церковно-приходская школа церкви Святого Николая Чудотворца, что в Пупышах (1871, архитектор —И. П. Миронов)[4].
- № 67 стр. 2,  ЦГФО — дом причта церкви Святого Николая Чудотворца, что в Пупышах (1902, архитектор — П. К. Рубинштейн; 1990-е)[4].
- № 69,  ЦГФО — доходный дом (1877, архитектор — Д. И. Певницкий)[4].
- № 71, стр. 4,  памятник архитектуры (вновь выявленный объект) — главный дом усадьбы купца В. С. Бородина — Полшковых с палатами XVIII века (1770-е, 1850-е, 1890-е, архитектор — И. И. Мочалов)[4].
- № 71, стр. 11 — фабричный корпус (1901—1903, архитектор — Гавриил Милков; 1912, архитектор — С. Е. Антонов).
- № 73 стр. 1,  ЦГФО — доходный дом (1894, архитектор А. К. Боссе)[4].
- № 73 стр. 3 — хозяйственный корпус (1845, 1894, 1900—1902, архитектор — А. К. Боссе, 1946)[4].
- № 77 стр. 1, 2,  ЦГФО — жилой дом (1930-е, архитектор — П. Яньковский)[4].
- № 79,  ЦГФО — доходный дом (2-я половина XIX века)[4].

### По чётной стороне
- № 4 — доходный дом Кириллова (1908, архитектор — Ф. Ф. Воскресенский).
- № 6, стр. 11,  памятник архитектуры (федеральный) — Храм Великомученика Георгия Победоносца в Ендове (1654, колокольня — 1804)[4].
- № 10, стр. 1 — доходный дом (1899, архитектор — А. Н. Новиков)[4].
- № 16, стр. 1 — доходный дом (1898, архитектор — А. К. Ланкау)[4].
- № 18 — доходный дом (1902, архитектор — А. А. Бирюков)[4].
- № 30,  памятник архитектуры (региональный) — жилой дом (конец XIX — начало XX века). В квартире № 4 жил Г. М. Кржижановский, у которого здесь бывал В. И. Ульянов-Ленин[4]. В доме расположен музей-квартира Г. М. Кржижановского[15] и музей истории «Мосэнерго»[1].
- № 42 — 10 декабря 2014 года на доме в рамках гражданской инициативы «Последний адрес» были установлены таблички в память о репрессированных жильцах юристе М. И. Шлиосберге и шорнике Г. Е. Глубокине[16].
- № 46—56 — историческая застройка XIX века:
  - № 48 — Музыкальная школа имени Гершвина. Рядом с ней — владение исторической школы № 518 (Садовническая набережная, № 37).
  - № 56/49 — жилой дом (здание XVIII—XIX веков).
- № 56, стр. 1,  памятник архитектуры (вновь выявленный объект) — жилой дом (конец XVIII — начало XIX века)[4].
- № 62, стр. 1,  ЦГФО — здание Канцелярии (1898; 1910—1915)[4].
- № 62, стр. 3,  ЦГФО — здание казарм (1898)[4].
- № 64, стр. 1 — жилой дом (1870—1875; 1930-е)[4], внесён в Красную книгу Архнадзора (электронный каталог объектов недвижимого культурного наследия Москвы, находящихся под угрозой).[17]
- № 66 — доходный дом (1905, архитектор — А. А. Бирюков)[4].
- № 72, стр. 1 — жилой дом (конец XIX века, 1980-е)[4].
- № 74, стр. 1 — жилой дом (1876, архитектор — П. В. Михайлов; 1979)[4].
- № 76/71, стр. 1 — жилой дом (начало XIX века, 1920—1930-е)[4].
- № 76/71, стр. 3 — производственный корпус (1892, архитектор — К. Л. Клейн; 1931, 1960-е)[4].
- № 78, стр. 1, 3 и 5,  ЦГФО — доходные дома (начало XX века)[4].
- № 80/2, стр. 1 — доходный дом (1910-е, архитектор — Д. Г. Топазов)[4].
- № 80/2, стр. 5,  ЦГФО — доходный дом (2-я половина XIX века, начало XX века)[4].
- № 82, стр. 1-4 — бизнес-парк «Аврора-II» (2006, архитекторы М. Леонов, О. Попов, М. Свирина, А. Найдёнов и др.[18])
- № 84, стр. 3 и 7,  ЦГФО — доходные дома (2-я половина XIX века)[4].

## Транспорт
По улице, проходит маршрут автобуса 538: в направлении от Садового кольца до Балчуга - по всей длине, в обратно направлении - только от Балчуга до Большого Устьинского моста (продолжая движение к Садовому кольцу по Космодамианской набережной).